# 伊佐須美神社

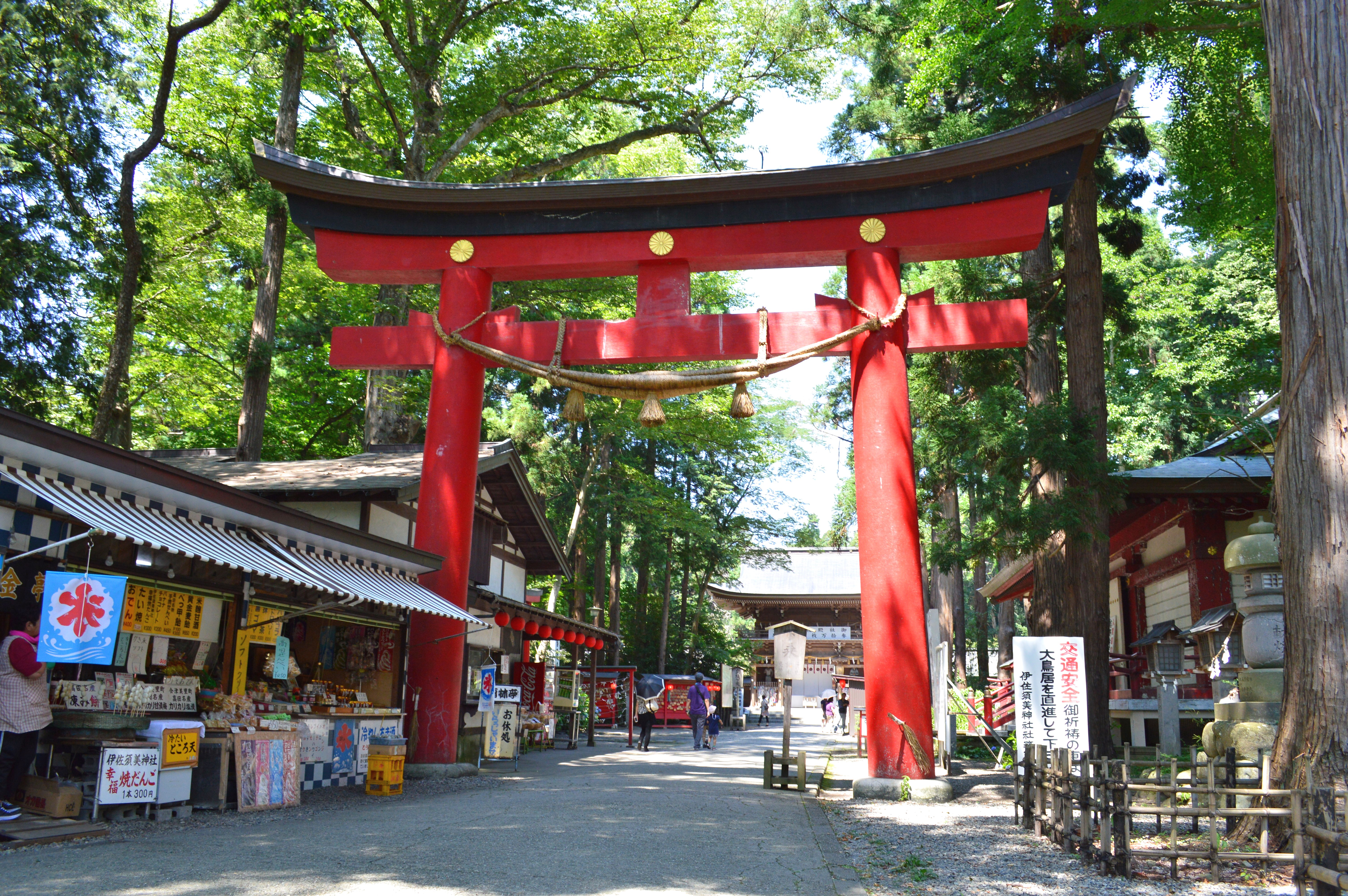
鳥居

伊佐須美神社（いさすみじんじゃ）は、福島県大沼郡会津美里町宮林にある神社。式内社（名神大社）、陸奥国二宮。戦後は、陸奥国一之宮に認定。旧社格は国幣中社で、現在は神社本庁の別表神社。

## 概要
会津盆地南縁の宮川沿いに鎮座する、陸奥国二宮・会津総鎮守である。「会津」という地名は、第10代崇神天皇の時に派遣された四道将軍のうちの2人、北陸道を進んだ大毘古命と東海道を進んだ建沼河別命とが会津で行き会ったことに由来するといわれ、2人が国家鎮護神を祀ったのが伊佐須美神社の創祀とされる。会津地方では、古墳時代前期にはすでにヤマト王権特有の大型前方後円墳が築造されており、王権勢力の東北地方への伸長の実情を考える上で重要な要素を担う神社である。
境内は広く、内部には鬱蒼とした社叢が広がる。社殿は2008年（平成20年）の火災で焼失したため、現在は仮社殿を設けたうえで再建中である。また文化財として、室町時代の朱漆金銅装神輿（国の重要文化財）を始めとする多くの社宝・天然記念物・神事を現在に伝えている。

## 祭神
祭神は次の4柱。「伊佐須美大神」や「伊佐須美大明神」と総称される。
- 伊弉諾尊（いざなぎのみこと）
- 伊弉冉尊（いざなみのみこと）
- 大毘古命（おおひこのみこと、大彦命） - 第8代孝元天皇の皇子。四道将軍の1人で、北陸道を進んだとされる。
- 建沼河別命（たけぬなかわわけのみこと、武渟川別） - 大毘古命の子。四道将軍の1人で、東海道を進んだとされる。

『延喜式』神名帳では祭神を1座とする。『伊佐須美神社史』のほか現在の諸文献では祭神を上記4柱と記すが、4柱に加え相殿神として塩釜大神・八幡大神の2柱も祀られており、右座に塩釜大神、左座に八幡大神が鎮座する。また、『奥州二宮慧日山正一位伊佐須美太明神社縁起』によると本地仏は文殊菩薩とされていた。

### 祭神について
伊佐須美神社で現在祭神とする4柱は、いわゆる四道将軍説話に関係を有する。四道将軍とは、『日本書紀』に見える伝説上の4人の将軍、大彦命・武渟川別命・吉備津彦命・丹波道主命の総称である。同書では、4人は崇神天皇10年10月にそれぞれ北陸・東海・西道・丹波に国土平定のため派遣され、崇神天皇11年4月に平定を報告したという。一方、『古事記』では派遣人物・時期において異同があるが、やはり大毘古命・建沼河別命を高志道・東方十二道に遣わしたとし、さらに大毘古命・建沼河別命が行き会った地を「相津」と名づけたと地名の起源を伝える（相津は会津を指す）。

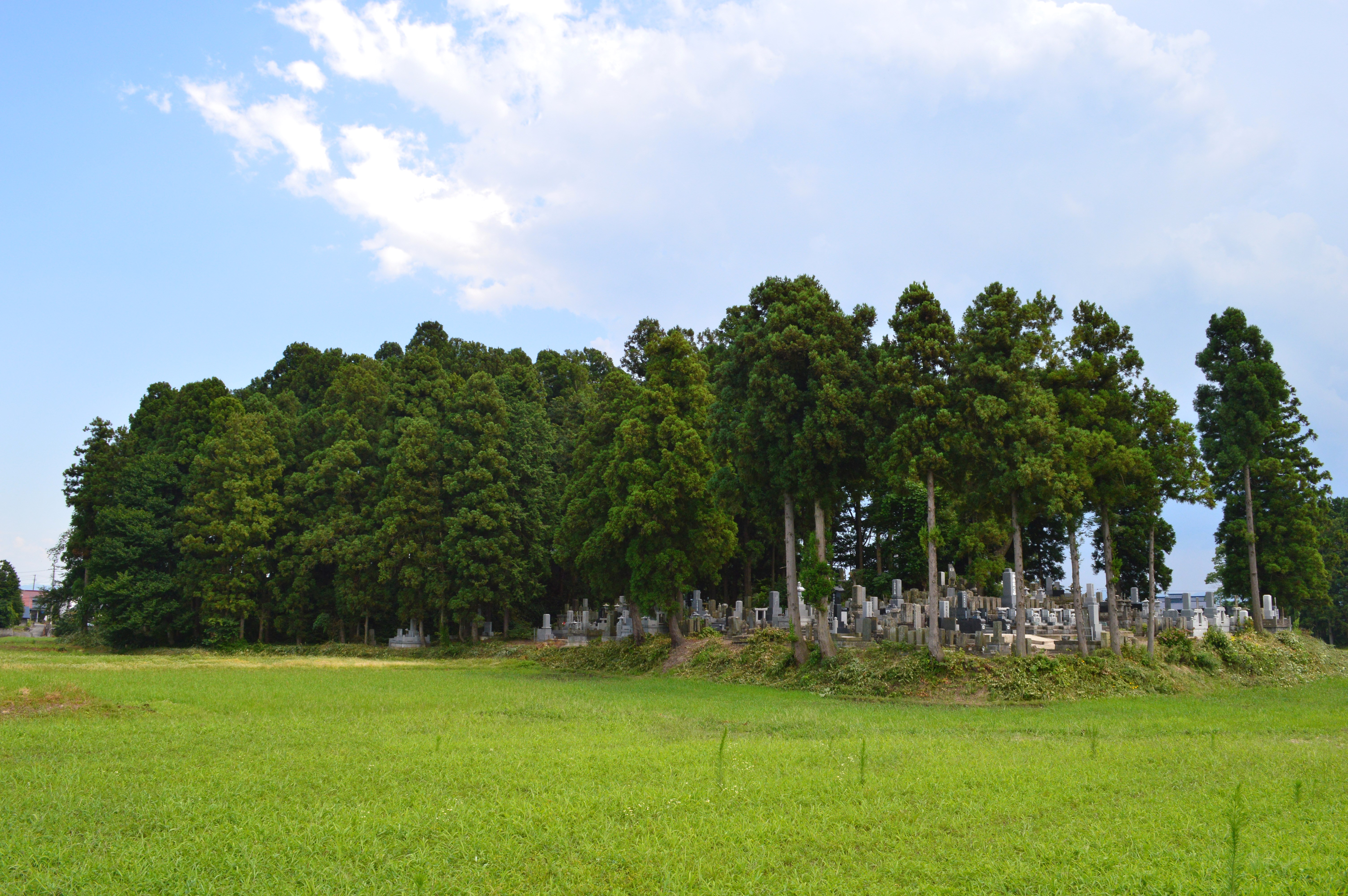
亀ヶ森古墳（河沼郡会津坂下町）会津最大、ひいては東北地方で第2位の規模の古墳。

四道将軍説話については、『古事記』『日本書紀』での記述の異同の存在や、崇峻天皇2年（589年）に近江臣満・宍人臣鴈・阿倍臣がそれぞれ東山道使・東海道使・北陸道使として派遣されたと見える記事の存在から、後世の出来事に基づく造作とする見解が強い。一方で、大毘古命・建沼河別命の後裔である阿倍氏族の分布は下野から会津を経て越後へとつながっており、何らかの歴史的背景が存在したとする指摘もある。併せて、会津地方には亀ヶ森古墳（河沼郡会津坂下町、東北第2位の規模）や三角縁神獣鏡を出土した会津大塚山古墳（東北第4位の規模）に代表される4世紀代（古墳時代前期）の大型前方後円墳が築かれており、早い段階でのヤマト王権の伝播が考古学の面からも指摘されている。
伊佐須美神社の社伝では、上記の四道将軍説話の延長線上の伝承として、当地で行き会った大毘古命・建沼河別命父子が国土開拓祖神の伊弉諾尊・伊弉冉尊を奉斎したことに始まるとしている。そのため、古くは伊弉諾尊・伊弉冉尊2柱を祭神としたが、幕末に国学者の大竹政文により大彦命・武渟川別命の2神祭神説が唱えられ、以後祭神論争が続いた。現在のように4柱を祀ると定められたのは、戦後からである。なお「いさすみ（伊佐須美）」という神名については、「いさなみ（伊弉冉）」の転音とする説や、大毘古命・建沼河別命2人が「いざ進み」と励まし合ったとする説があるが明らかではない。

## 歴史

### 創建
社伝によると、崇神天皇（第10代）10年に大毘古命・建沼河別命父子はそれぞれ四道将軍の1人として北陸道・東海道に派遣され、会津で行き会った。そして会津で中央の農耕技術・先進文化を伝えたのち、国家鎮護のために福島県・新潟県境付近の天津嶽（御神楽岳、北緯37度31分18.67秒 東経139度25分33.29秒）に国土開拓の祖神である伊弉諾尊・伊弉冉尊を奉斎したのが伊佐須美神社の創祀であるという。その後は博士山（北緯37度21分48.02秒 東経139度42分53.33秒 / 北緯37.3633389度 東経139.7148139度）、明神ヶ岳（波佐間山、北緯37度25分40.42秒 東経139度45分34.68秒）を経て、欽明天皇13年（552年）に高田南原（高天原；現・あやめ苑、北緯37度27分18.70秒 東経139度50分24.84秒）に遷座。そして欽明天皇21年（560年）に現在地の高田東原に遷座し、社殿を創建したと伝える。その社殿造営の際には、大宮司は上官の安部宿禰能基、中官は左官に赤吉宿禰公惟と右官に黒田宿禰道実の2人、さらに神主9人や検校ら多数の神官があり奉仕に携わったという。このうち黒田宿禰は建沼河別命の弟と伝える。
地名伝承では、以上に見える山名のうち「御神楽岳」は鎮座の際に神楽が奏されたことに、「博士山」は四道将軍が大大刀を腰に佩いて通ったため「佩かせ山」と称されたことにそれぞれ由来するという。また、3番目の明神ヶ岳には現在も伊佐須美神社の奥宮が鎮座している。前述のように四道将軍説話の史実性は明らかでないが、御神楽岳→博士山→明神ヶ岳という道筋には越後から会津への常浪川・只見川沿いの幹線路が想定されるため、伊佐須美神社の遷座ルートは大毘古命による北陸からの侵攻路を表すという説が挙げられている。また、このルート周辺では伊佐須美神社の遷座を妨害したという「千石太郎（仙石太郎/戦国太郎）」伝説が残り、この伝説にヤマト王権への恭順前の会津の様子を見る指摘もある。

### 概史
| 年               | 伊佐須美神     | 磐椅神   |
| ---------------- | -------------- | -------- |
| 843年            | 無位 →従五位下 | --       |
| 855年            | --             | 従四位下 |
| 神名帳 （927年） | 名神大         | 小       |

国史での初見は承和10年（843年）で、「伊佐酒美神」の神階が無位から従五位下に昇叙されたと見える。
延長5年（927年）成立の『延喜式』神名帳では陸奥国会津郡に「伊佐須美神社 名神大」と記載され、名神大社に列している。この会津郡は大沼郡分置前の郡で、当時の会津地方は会津郡と耶麻郡の2郡から成っていた。2郡の式内社は伊佐須美神社・蚕養国神社（会津郡）、磐椅神社（耶麻郡）の3社で、それらのうち伊佐須美神社のみが名神大社に列している。また『和名抄』に見える地名として当地は「会津郡屋代郷」に比定されるが、この「屋代（やしろ）」とは「社」すなわち伊佐須美神社に由来するとされる。そのほか『朝野群載』によると、康和5年（1103年）6月10日において陸奥国の代表的な神社の1つに伊佐須美神社が挙げられている。
上記の磐椅神社（現・耶麻郡猪苗代町字西峰）については、国史において斉衡2年（855年）に従四位下に加階されたと見える。すなわち、9世紀中頃までは磐椅神社の方が上位であったが、9世紀後半に社格の逆転が起こり、『延喜式』神名帳がまとめられた10世紀初頭には伊佐須美神社の方が上位となったことになる。この逆転に関しては、磐椅神社が磐梯山を祀る国津神として上位にあったのに対して、伊佐須美神社がこの時期に中央神である伊弉諾尊・伊弉冉尊を勧請して天津神に列したためとする説があり、四道将軍の縁起への取り入れもこの時期と推測する説もある。なお、『伊佐須美神社史』では伊佐須美神社と磐椅神社との関係について、古くは伊佐須美神社側では神籬を立てて磐椅神を迎え、磐椅神社側でも伊佐須美神を客神として祀るという相補関係にあったと伝える。
中世には、伊佐須美神社は陸奥国の二宮の地位にあったとされる。中世期の様子を伝える史料は少ないが、『塔寺八幡宮長帳』の裏書において15世紀の動向が確認されるほか、現在に伝わる文化財数点に領主蘆名氏からの崇敬の様子が見られる。社地としては、中世には蘆名氏から300貫文を、近世には会津藩主の松平氏から30石を受けた。また、別当寺として暦応2年（1339年）の開基という清滝寺が存在したが、寛文7年（1667年）の神社改めで社地からは除かれている。
また文献によれば、次のように社殿の焼失と再建を繰り返している。
- 文亀3年（1503年）、火災で焼失。
- 永正11年（1514年）、蘆名盛舜（別説に蘆名盛高・盛滋父子）により再建。以後、寛文年間（1661年-1672年）までに多数の社殿造営。
- 寛文7年（1667年）、会津藩主の保科正之の「神社改め」により仏教色を一掃。
- 延宝2年（1674年）、2代藩主の保科正経により社殿改修。
- 天明3年（1783年）、火災で焼失。
- 寛政元年（1789年）、5代藩主の松平容頌により本殿・幣殿再建。翌年以後、拝殿・西門・宝蔵等再建。
- 文化9年（1812年）、火災で焼失。
- 文政3年（1820年）、再建。
- 明治元年（1868年）、戊辰戦争の兵火で御旅所・柵門等を焼失。
- 1898年（明治30年）、火災で焼失。
- 1899年（明治31年）、火災で社務所・南門等焼失。
- 1900年（明治32年）、社殿再建。

1873年（明治6年）6月13日には、近代社格制度において国幣中社に列した。また1900年（明治33年）から1916年（大正5年）には、会津藩主松平容保次男の松平健雄が宮司に就いたことが知られる。
戦後は神社本庁の別表神社に列しているほか、全国一の宮会により「新一の宮」として岩代国一宮に認定されている。2008年（平成20年）10月3日には火災により拝殿・授与所が焼失し、同年10月29日にも火災で本殿・神楽殿・神饌所などが全焼したため、現在の本殿・拝殿等は再建中である（2014年8月現在）。

### 神階
- 承和10年（843年）9月5日、無位から従五位下 （『続日本後紀』）[原 6] - 表記は「伊佐酒美神」。

宝物の御正体円鏡の銘には「奥州二宮正一位伊佐須美大明神、大同四年（809年）己丑大旦那義清」と記されていたというが、この鏡は文亀3年（1503年）に焼失しており詳細は不明。この火災で宣命・位記も焼亡したので、天文20年（1551年）に僧智鏡が京に上って「正一位」の宣旨・扁額を賜ったというが、これものちに焼亡している。

## 境内

### 本社
境内は0.66ヘクタール（2万坪）で、内苑0.33ヘクタール（1万坪）と外苑0.33ヘクタール（1万坪）からなる。

#### 社殿

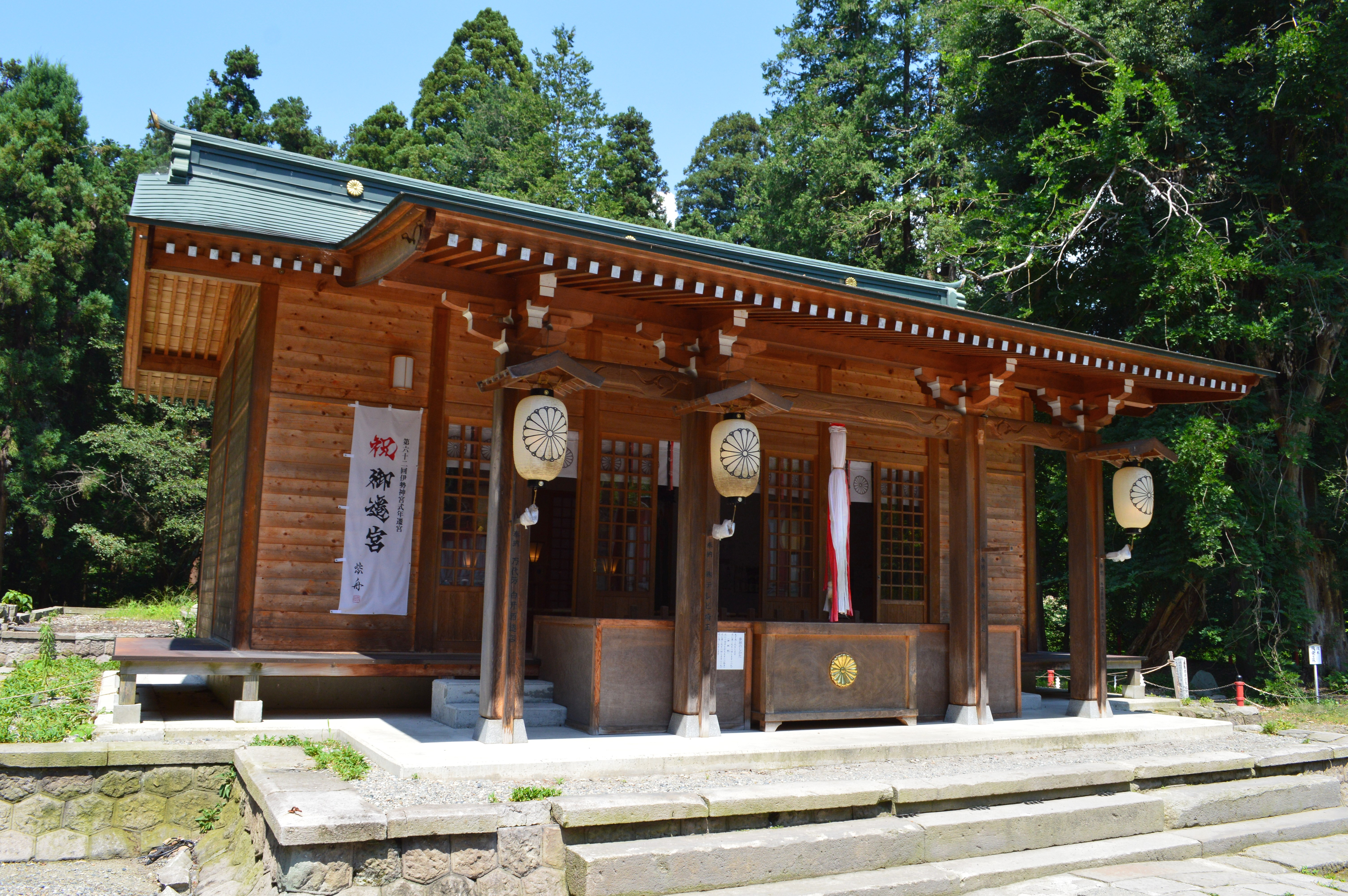
仮社殿旧拝殿の位置にある。

主要社殿は2008年（平成20年）の火災で焼失したため、現在は拝殿跡に建てられた仮社殿をして祀られている。
焼失した旧社殿は1899年（明治32年）の造営。旧本殿は三間社流造で、これに幣殿で接続された旧拝殿は七間社流造銅板葺であった。楼門は平成元年（1989年）の造営で、上記の火災は免れ現存している。この楼門の造営に際しては、それまで使用されていた神門が東に移されている（現・東神門）。

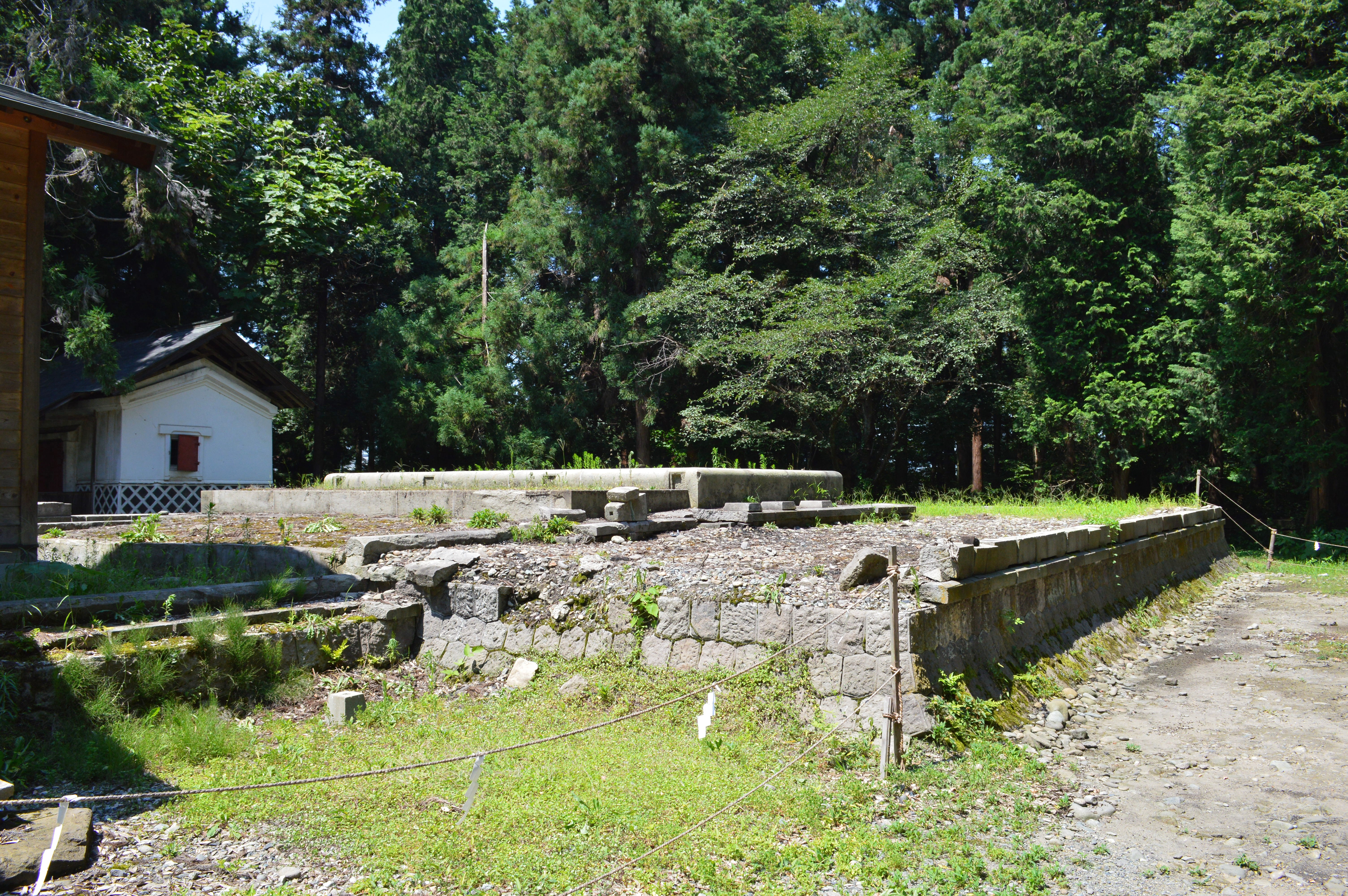
本殿跡
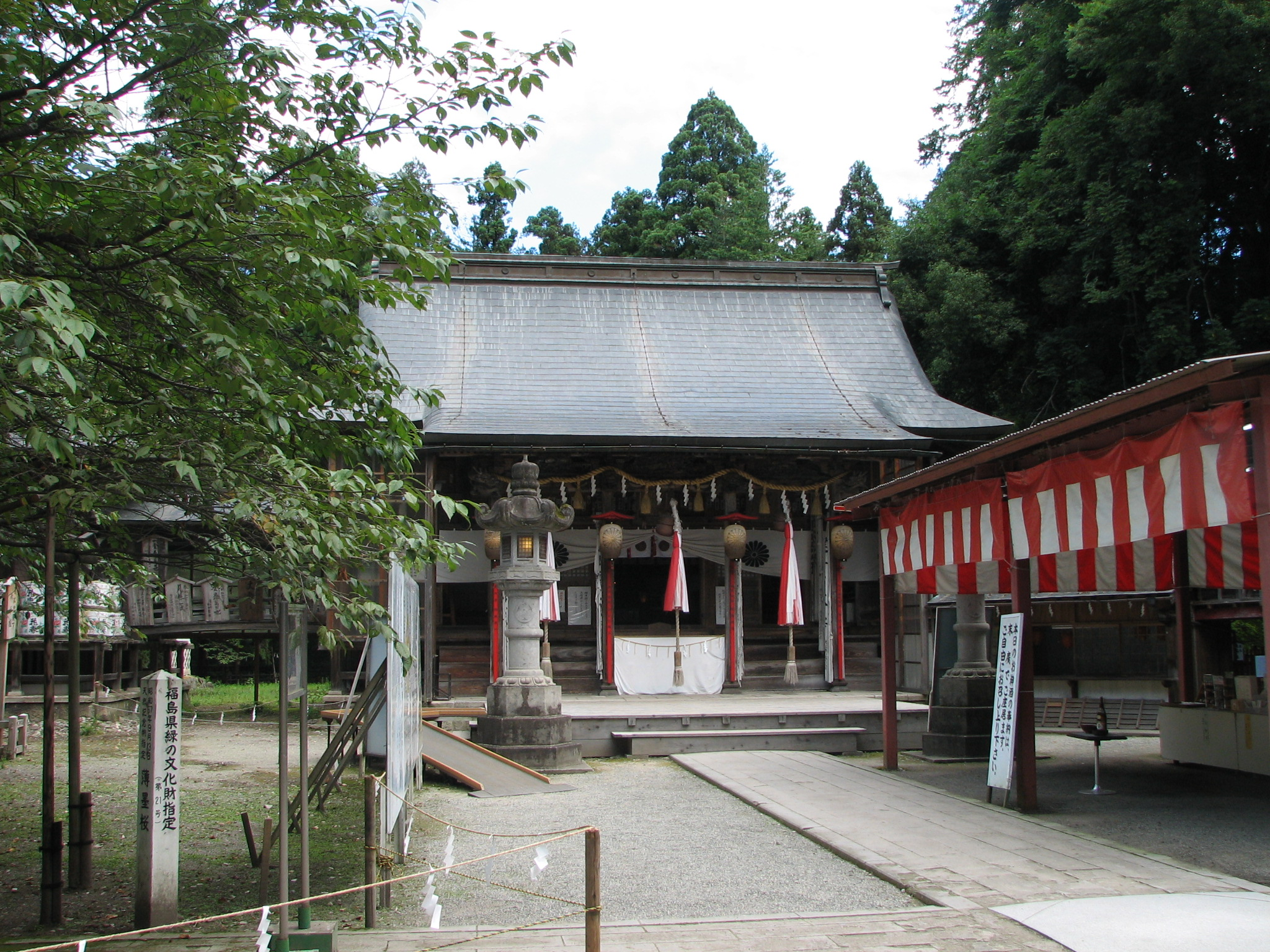
旧拝殿（非現存）
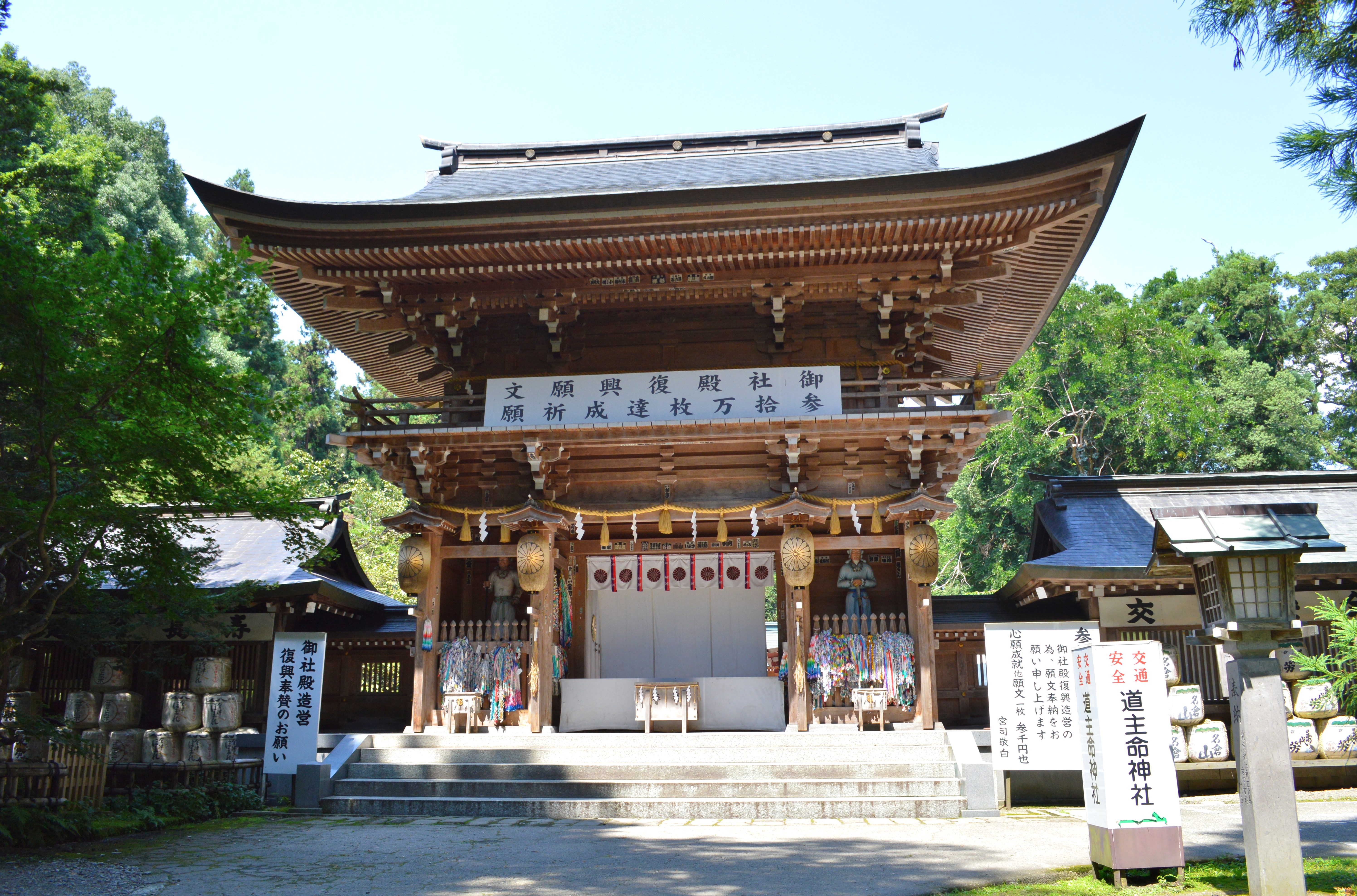
楼門
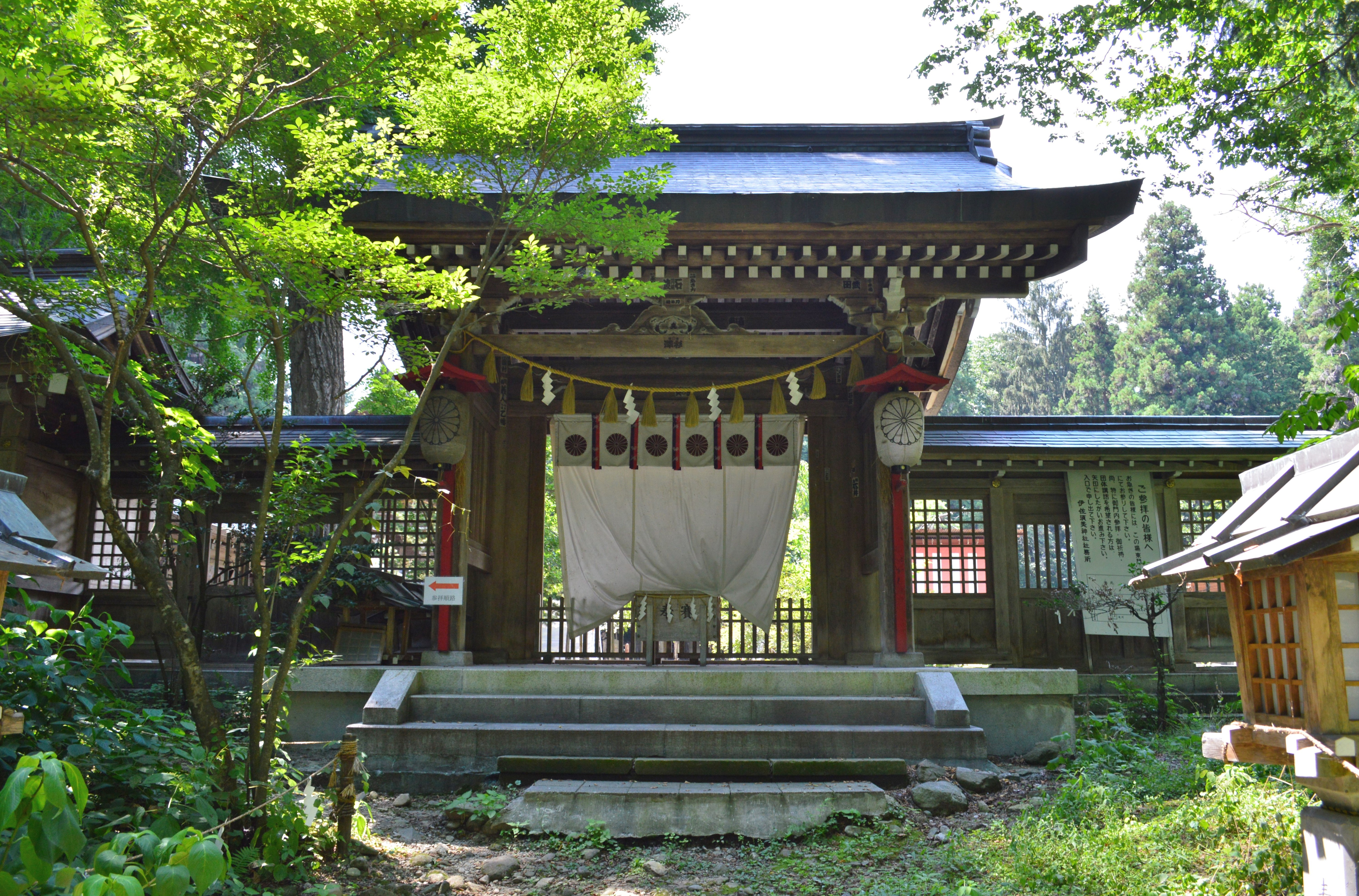
東神門

#### 社叢

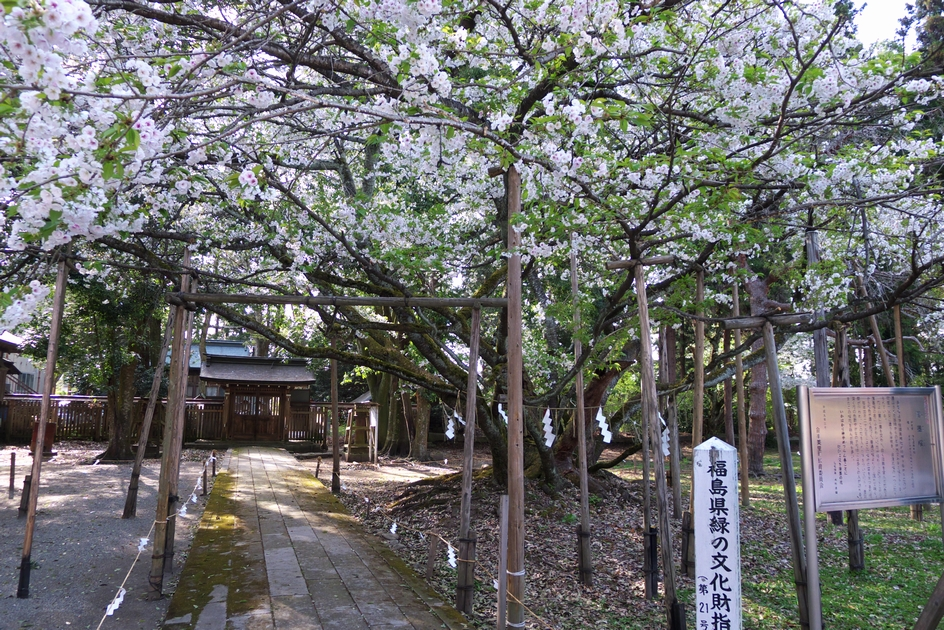
薄墨桜
（会津美里町指定天然記念物）

境内の林は神域として立ち入りが禁じられていたため、自然林が保たれている。特に宮川沿いの東側は巨木が多く、ハルニレ・ケヤキ・キタコブシ・アオナラガシワが自生する。また、低木としてもアブラチャン・ニワトコ・チマキザサが、草ではエゾエンゴサク・ニリンソウなどの植物がある。これらの植生は会津開拓前の生態を表し植物学的・民俗学的に重要であるとして、社叢は会津美里町指定天然記念物に指定されている。
玉垣内では、本殿跡東方にフジ（藤）の巨木が立つ。このフジはシラカシ等に巻き付きながら約35メートル以上の高さまで伸びており、「飛竜の藤」とも称される。樹齢は100年以上あるとされ、根回りは2メートル以上になる。福島県内ではまれな巨木のフジであり、福島県指定天然記念物に指定されている。このフジのそばには、天海が天正6年（1571年）に母の病気平癒祈願として植えたヒノキと伝える「天海僧正手植檜」も立っている。
楼門そばには、会津五桜の1つ「薄墨桜（うすずみざくら）」が立つ。学名は「アイヅウスズミ」。花びらは八重に一重が交わり、初めは薄墨を含んだ白色であるが、時期が進むに連れて紅色を帯びていく。社伝では、伊佐須美神が明神ヶ岳から遷座して以来の神木であるといい、毎年春の花祝祭ではこの花を入れて搗いた餅で祝宴が催される。この薄墨桜は会津美里町指定天然記念物に指定されている。
このほか、境内南の道路を挟んだ地には神苑の「あやめ苑」がある。この地は、伊佐須美神が明神ヶ岳から遷座した際に最初に鎮座した「高天原（高田南原）」の地であるといわれ、伊佐須美神は当地に欽明天皇13年から21年（552年-560年）の間鎮座したとされる。苑内には約150種・10万株のあやめが植えられており、これらの花が見頃を迎える6月15日から7月5日には「あやめ祭り」が催される。

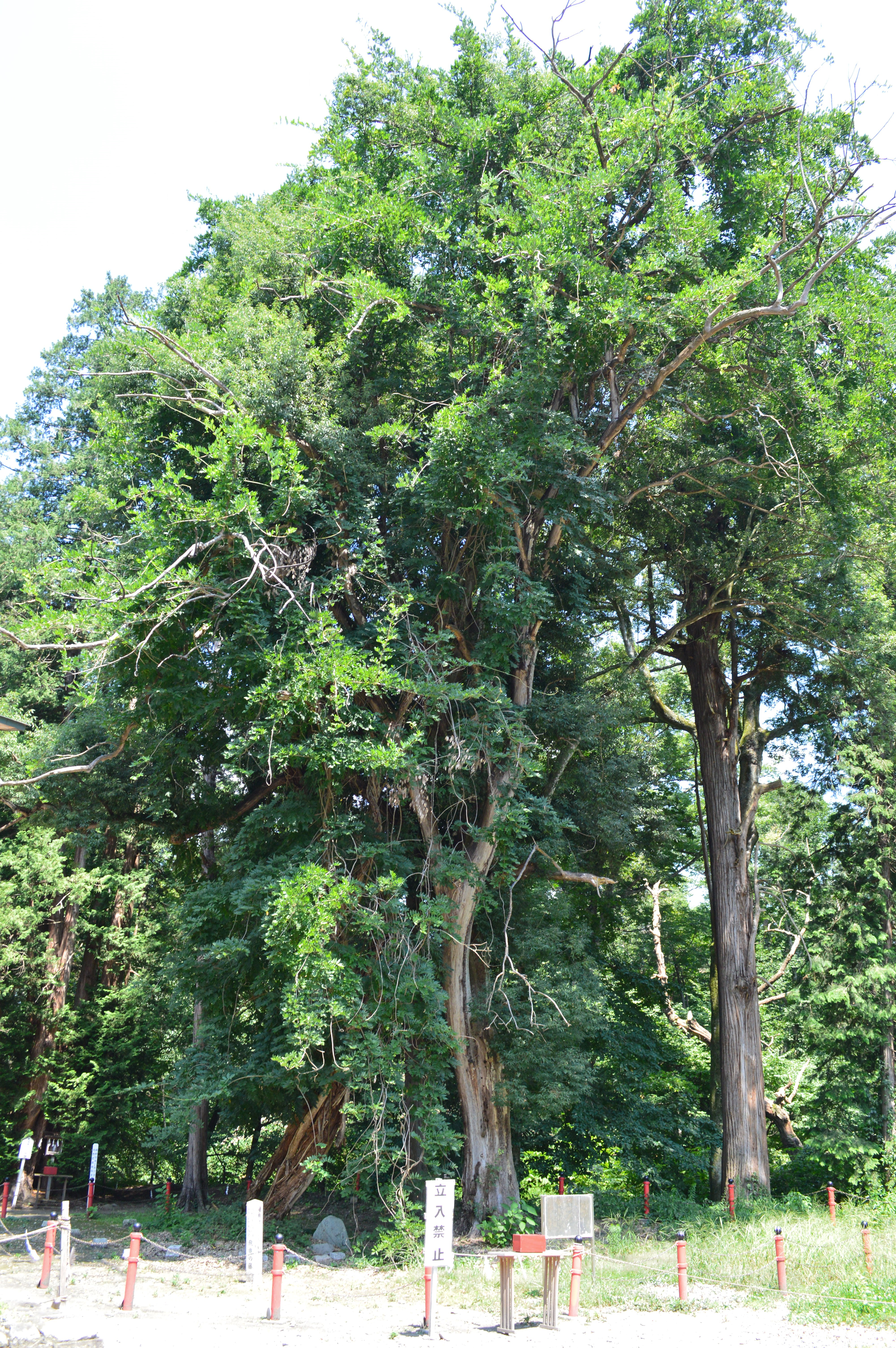
フジ（福島県指定天然記念物）

### 奥宮
奥宮は会津美里町西本字明神岳（北緯37度25分37.26秒 東経139度45分41.29秒 / 北緯37.4270167度 東経139.7614694度）に所在し、明神ヶ岳山頂付近の東側に石祠が鎮座する。
奥宮の地は伊佐須美神の旧鎮座地といわれ、社伝では伊佐須美神は博士山から奥宮の地へ、そして奥宮の地から高田南原へと移ったという。奥宮の地では古くは自然石1個をして神座跡と伝えていたが、寛保4年（1744年）に現在に見る高さ115センチメートルの石祠が建てられた。
この奥宮の地は、伊佐須美神の信仰が低地文化の発展とともに山岳から平地に移ったことを示すものであるとされ、「伊佐須美神社奥宮の地」として会津美里町指定史跡に指定されている。

## 摂末社

### 境内社
- 菅原神社
  - 祭神：菅原道真公
  - 例祭：2月25日
  - 月参り：毎月25日

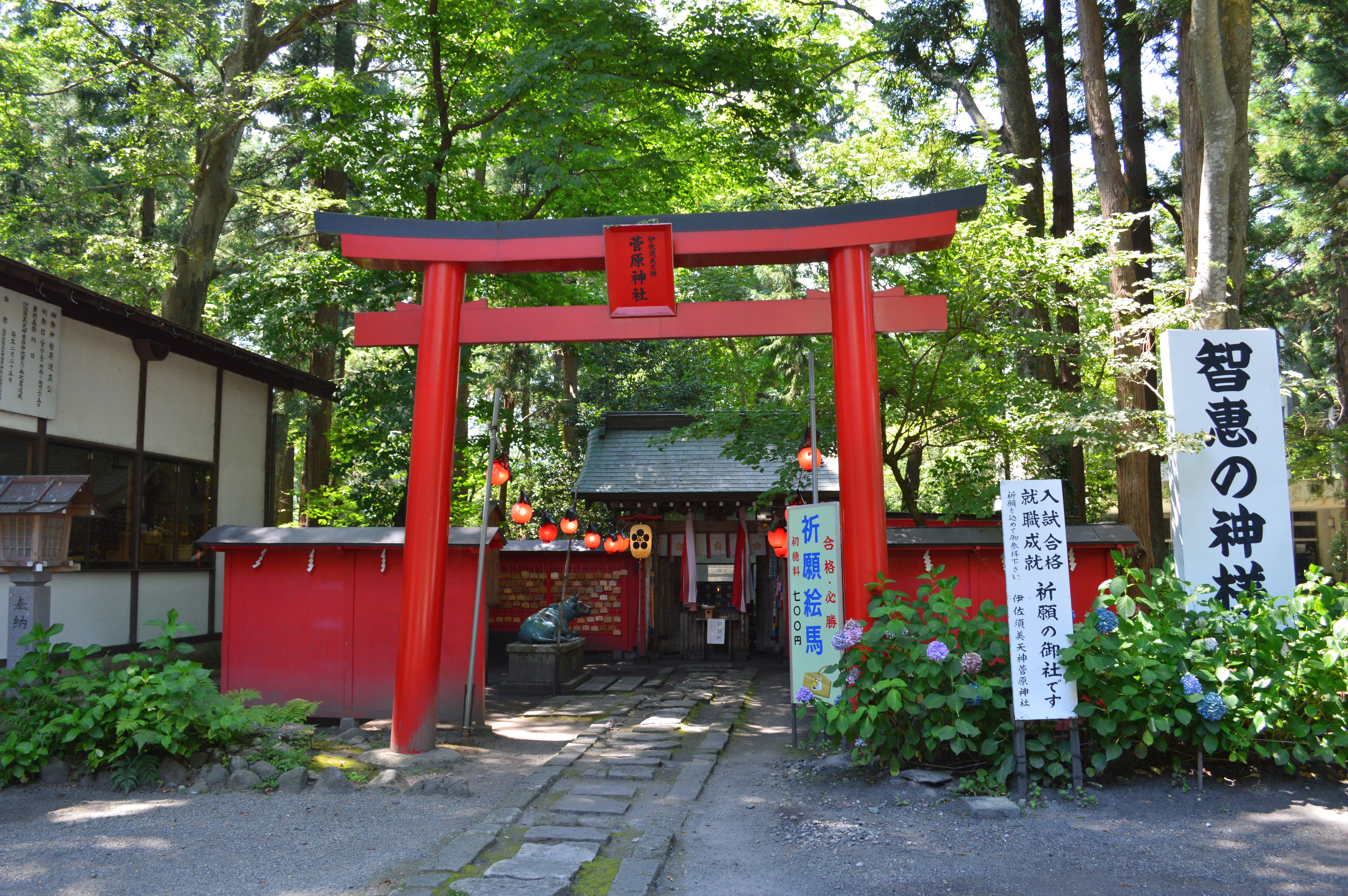
菅原神社

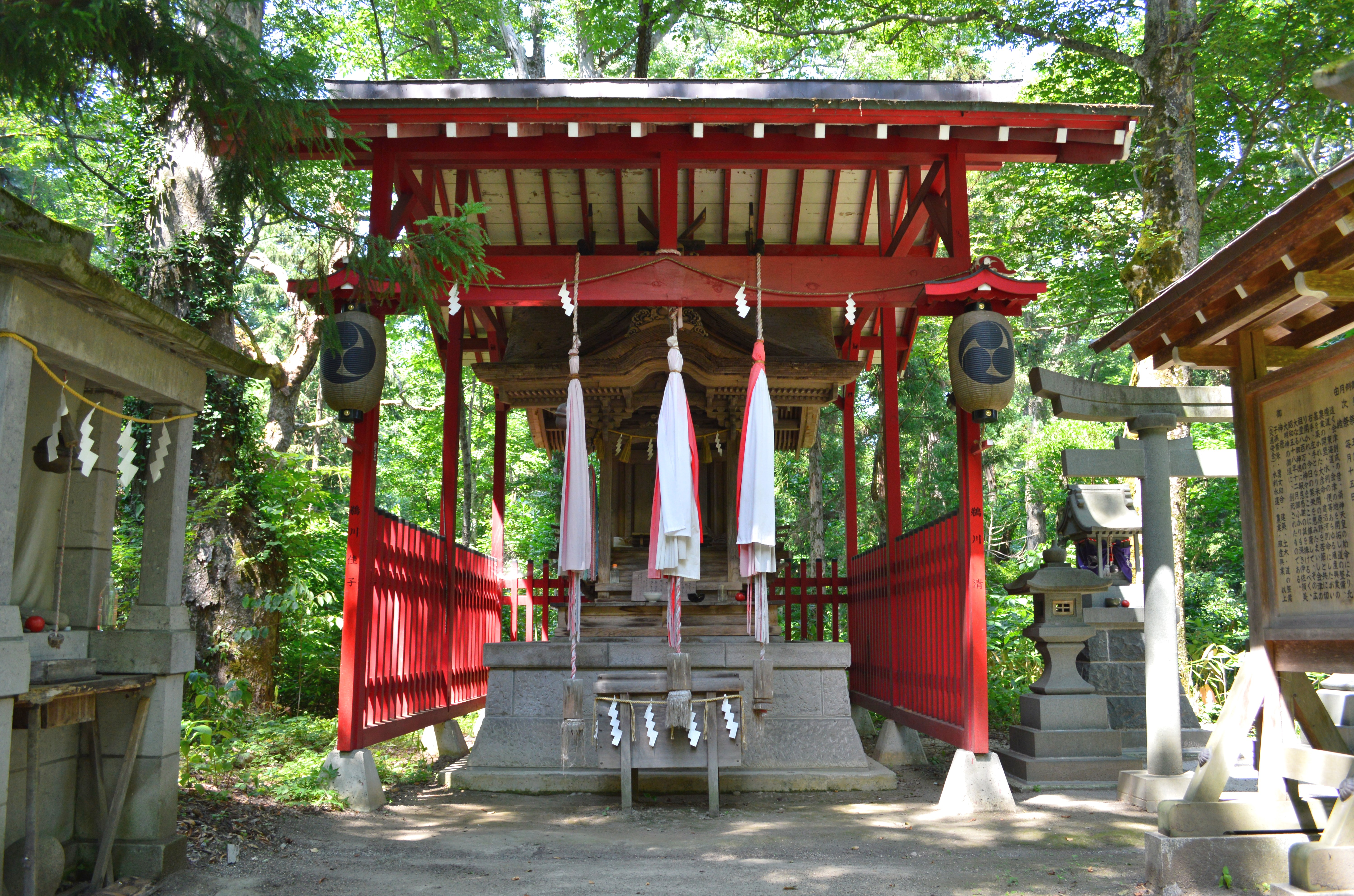
会津大国魂神社

末社[29]。表参道途中に鎮座する。
- 会津大国魂神社
  - 祭神：会津大国魂の神
  - 例祭：5月15日
  - 月次祭：毎月15日

末社[21]。東神門外の東参道に鎮座する。昭和58年（1983年）の創建[21]。祭神は大毘古命・建沼河別命による会津開拓に従った八百万の神々を指す[21]。
- 殺生石稲荷神社
  - 祭神：宇迦魂神
  - 例祭：2月初午日
  - 月首祭：毎月1日

末社[29]。境内南、道路を挟んだ地に鎮座する。天保12年（1841年）に殺生石による祟りを鎮めるために再興されたという[21]。

### 境外社
『伊佐須美神社史』では、境外摂末社として次の12社を載せる。
- 摂社
  - 斎神社 - 高田上町。例祭：8月25日。
- 末社
  - 諏訪神社 - 佐布川。例祭：8月27日。
  - 麓山神社 - 雀林。例祭：9月1日。
  - 御舘熊野神社 - 境野。例祭：9月8日。
  - 熊野神社 - 安田。例祭：9月9日。
  - 春日神社 - 沖中田。例祭：9月9日。
  - 稲荷神社 - 阿久津。例祭：9月9日。
  - 日枝神社 - 新屋敷。例祭：9月9日。
  - 稲荷神社 - 寺崎。例祭：9月19日。
  - 意加美神社 - 雀林。例祭：9月29日。
  - 御田神社 - 高田下町。例祭：旧暦10月10日。
  - 八幡・白山神社 - 佐賀瀬川。例祭：11月9日。

## 祭事
砂山祭
「すなやままつり」。5月5日（端午の節句）に行う。会津地方は古くから塩を求めることが容易でなかったため、塩に不自由しないための祈願として塩を作る神事である。一社相伝の秘事として、拝観を秘した上で行われる。祭では玉垣内東北隅に2つの砂山を築き、奥の砂山には神籬を立てて相殿神の塩釜大神・八幡大神を招き、前の砂山には八角の杭棒3本と槌を据え置く。そして神官2人が、王鼻の仮面と鶏冠をかぶるという異様な姿において神事を執行する。
御田植祭
「おたうえまつり」。7月12日に行う。田植えを模擬的に演じて豊作を祈願する祭（御田植祭）である。古くから「伊勢の朝田植、高田の昼田植、熱田の夕田植」と称され、その場合の「日本三大田植」の1つに挙げられる。御田植祭には新春の時期に行われる予祝型と、田植えの時期に行われる暖国型とがあり、稲作の歴史の浅い東北地方では多くが予祝型の御田植祭であるが、会津は早くから開けたためか伊佐須美神社では暖国型で行う。
祭の時期は、一般農家の田植え後になる。祭ではまず本殿において神幸祭を執り行ったのち、稲作に害をなす猪を追い払うために獅子追の若者が町内を回って御田神社の泥田を掻き回す。その後神輿が本社から御田神社まで、200人ほどの行列を伴って渡御。御田神社において神輿が御正作田の前に据えられ、その前で催馬楽、次いで田植踊り・獅子舞・稚児舞が奉納される。そして翌日早朝に御正作田の早苗直しを行い、本社で早苗振祭を行なって祭は終了する。この祭は慶徳稲荷神社（喜多方市）の田植神事とともに「会津の御田植祭」として国の重要無形民俗文化財に指定されている。

## 文化財

### 重要文化財（国指定）
- 朱漆金銅装神輿（工芸品）
室町時代の作とされる神輿。大永6年（1526年）に高田館主の蘆名盛安・盛常父子によって奉献されたと伝わる。屋根は宝形造銅板張で、柱は金銅製。正面には朱漆塗で「堅二ツ引」・「左三ツ巴」の金銅の紋を打つ扉、正面以外の3方には金銅輪宝紋を打つ銅板を立て、それらの周囲に廻縁を巡らす。廻縁の高欄は金銅製で、四方に階段と金銅製鳥居を付す。この神輿は室町時代後期の特色を有し、同時代の優品とされる[38][39]。
現在は伊佐須美神社宝物殿に所蔵・展示されている。昭和16年7月3日指定[40][41]。

### 重要無形民俗文化財（国指定）
- 会津の御田植祭 - 伊佐須美神社の田植神事、慶徳稲荷神社（喜多方市）の田植神事を包括。平成31年3月28日指定[37]。

### 福島県指定文化財
- 重要文化財（有形文化財）
  - 木造狛犬 1対（工芸品）
南北朝時代の作と推定される1対の狛犬。高さは各97センチメートルで、巨大な木造狛犬として全国でも珍しいものである。像は寄木造で、漆で塗られている。頭小胴大で、平安時代・鎌倉時代流行のものとは形式を異にしている[42]。現在は宝物殿に所蔵・展示されている。昭和28年10月1日指定[43]。
- 天然記念物
  - 伊佐須美神社のフジ - 平成11年3月30日指定[43][20]。

### 会津美里町指定文化財
- 重要文化財（有形文化財）
  - 黄金扉 1枚（工芸品）
室町時代の作と見られる金色の扉。大きさは縦161.8センチメートル、横55センチメートルで、厚さ3.8センチメートルである。扉は古代扉よりは小型ながら豪華なもので、元は本殿の扉であったと推定される。庶民や信仰者の力のみによるこの扉の製作は考えられず、領主からの多大な支援の存在があったと指摘される。古文書では、文亀3年（1503年）の社殿焼失を受け、永正11年（1514年）に蘆名盛高・盛滋父子が願主となって社殿を再建したと見えるが、この扉はその時の作と推定される。その社殿も天明3年（1783年）に焼失しているが、その際に難を逃れたと見られる[44]。現在は宝物殿に所蔵・展示されている。昭和49年3月1日指定[45]。
  - 古代扉 1枚（工芸品）
室町時代の作と見られる扉。金銅椿文朱漆の扉で、大きさは縦173センチメートル、横49.5センチメートルで、厚さ6センチメートルである。元は本殿の内陣に使用された扉と推定される。黄金扉同様、永正11年（1514年）の再建時の扉で、天明3年（1783年）の火災で難を逃れたと推定される[46]。現在は宝物殿に所蔵・展示されている。昭和49年3月1日指定[45]。
  - 鉄華表 1対（工芸品）
鉄製の華表（鳥居の意）。円筒形であり内部は空洞で、大きさは全長193センチメートル、円筒周196センチメートル。『会津旧事雑考』によると、明応元年（1492年）10月26日に長嶺越中という人物が建てたといい、両柱があるも虹梁はないという。『新編会津風土記』にも記載が見えるが、これらの文献から鳥居の足を差し込んで使用する筒であると推測される。一方で、これらは灯籠が壊れた後の柱であるとする伝えもある[47]。平成6年4月1日指定[45]。
  - 日本紀竟宴和歌 1巻（古文書）
江戸時代、紙本墨書の和歌。全長5.5メートル。前文は服部安休、和歌は吉川惟足、後書は水野清雄の3人の筆跡になる。寛文10年（1670年）8月17日に会津藩主の保科正之が家臣・神官ら42人を集め、城内で服部安休による「日本紀神代巻」の講義を開いた際、講義後の祝宴（竟宴）で講義内容を詠んだ和歌を記したものである。この時42人は和歌、1人は漢詩を詠んでいる[48]。昭和49年3月1日指定[45]。
- 重要無形民俗文化財
  - 太々神楽 - 昭和50年3月25日指定[45]。
- 史跡
  - 伊佐須美神社奥宮の地 - 昭和44年6月20日指定[45]。
- 天然記念物
  - 薄墨桜 - 昭和46年4月1日指定[45]。昭和57年9月13日に福島県緑の文化財に登録[24]。
  - 伊佐須美神社社叢 - 平成6年4月1日指定[45]。昭和57年9月13日に福島県緑の文化財に登録[49]。

## 現地情報
所在地
- 福島県大沼郡会津美里町字宮林甲4377

付属施設
- 宝物殿 - 朱漆金銅装神輿（重要文化財）木造狛犬等を展示。
  - 開館時間：午前9時 - 午後4時
  - 拝観料：大人300円/18歳以下150円

交通アクセス
- 鉄道 : 東日本旅客鉄道（JR東日本）只見線 会津高田駅 （徒歩約25分） - 1日7本（11-16時の間は上下とも1本のみ）。
- バス： 会津若松駅から会津バス：永井野行きで「横町」バス停下車 （乗車時間約40分、下車後徒歩3分） - 日中は1時間に1-2本程度。
- 車：駐車場あり[50]

周辺
- 文殊堂 - 元は「奥之院」として伊佐須美神社境内に所在した[51]。